# Comisión
La comisión es la cantidad que se cobra por realizar transacciones comerciales que corresponden a un porcentaje sobre el importe de la operación. 
En los departamentos comerciales de las compañías es costumbre remunerar a los vendedores en, al menos, dos módulos por:
- Uno fijo que corresponde a la remuneración mensual pactada en contrato.
- Otro variable que corresponde a la comisión sobre la venta realizada.

El objetivo de la comisión es incentivar el esfuerzo del vendedor que obtendrá mayores ingresos cuanto mayor importe de venta genere. 
La comisión suele consistir en un porcentaje fijo aplicado sobre el precio de la venta pero también puede establecerse un diferente baremo en virtud de la línea de productos, el canal de distribución, la categoría del cliente, etc. La razón es que las compañías suelen remunerar mejor las ventas con mayor rentabilidad. 
En ocasiones, el porcentaje de comisión se desglosa en función de la actividad de ventas realizada. Por ejemplo, una comisión del 3% puede descomponerse en:
- 1% por apertura del cliente.
- 1% por negociación de precios.
- 1% por seguimiento comercial.

La razón es que al pasar un cliente a cuenta clave, centralizar negociación de compras o introducirse en un grupo de compra, puede comenzar a gestionarse por una instancia superior dejando de ser visitado por el vendedor. En este caso, el vendedor seguirá cobrando el 1% por el apertura del cliente pero no el 2% adicional.
En el comercio minorista, también es común cobrar una comisión sobre las ventas realizadas con objeto de fomentar la correcta atención a los clientes. En estos casos, sin embargo, la comisión suele ser compartida entre todos los dependientes para que colaboren en la gestión comercial y no se disputen las ventas en el establecimiento. Así, el importe de la comisión generado a final de mes se distribuye por igual entre todo el personal de ventas. 
La fórmula de comisión compartida también se da en determinados sectores de productos de consumo en que el vendedor no realiza la venta directa del producto pero sí contribuye a que se genere. Así ocurre en la negociación con cadenas de distribución o grandes centrales de compras que realizan una sola negociación anual. En dicha reunión, el precio es cerrado por el director Comercial de la compañía o el gestor de Grandes Cuentas (Key Account Manager) La misión del vendedor local se limita, pues, a visitar los establecimientos de la cadena procurando la buena exposición de los productos y generando pedidos de reposición. En este caso, es habitual que los comerciales perciban una comisión sobre sus ventas particulares y otra sobre las nacionales (o internacionales) de forma compartida con el resto de vendedores. 
Los agentes libres, también llamados comisionistas, tan solo cobran un porcentaje de comisión en función del valor de las ventas realizadas. En ocasiones, no obstante pueden cobrar porcentajes adicionales si realizan otros servicios a la compañía tales como:
- Almacenaje.
- Distribución de la mercancía por sus medios.
- Asunción de impagados: asunción de todas las cantidades impagadas por los clientes.

## Cálculo de la comisión
La comisión se paga de forma mensual aplicando el porcentaje establecido a las ventas facturadas en dicho mes. En este sentido, hay que tener en cuenta algunos conceptos.Para la comisión se necesita dinero basado en porcentajes que se deben pagar mensualmente. 
- Base de comisión.- Cantidad sobre la que se calcula la comisión correspondiente. Se corresponde con las ventas del período, teniendo en cuenta las condiciones pactadas en el contrato. Existe una base de comisión para cada porcentaje acordado.
- Deducción por abonos.- Cantidad que disminuye la base de comisión por abonos realizados en el período. Estos pueden haberse producido por diferentes motivos: devoluciones de mercancía, rapeles pagados a clientes, etc.
- Porcentaje de comisión. Tanto por ciento que se aplica a la base de comisión para hallar la cifra neta a liquidar.
- Base de cobros a retroceder. Cantidad correspondiente a impagados o que han excedido el límite de cobro establecido, sobre la que se realizará la retrocesión de cobros.
- Retrocesión de cobros.- Cantidad que se halla aplicando el porcentaje de comisión sobre los cobros a retroceder. La cifra resultante se resta del neto a liquidar. La justificación es que el vendedor tiene la obligación de procurar transacciones que sean posibles de cobrar, perdiendo, por tanto, su derecho a percibir comisión sobre las cifras impagadas.

En los últimos años se han desarrollado herramientas específicas para el cálculo y la gestión de los incentivos comerciales llamadas Sales Performance Management.

## Tendencias en la Personalización de Comisiones: Adaptación a Perfiles y Preferencias
En el contexto actual, se observa una creciente tendencia hacia la personalización de modelos de comisiones en el ámbito comercial. Las empresas, especialmente aquellas con enfoque en ventas y servicios, están explorando estrategias que permitan ajustar las comisiones según perfiles de clientes y preferencias individuales.
Este enfoque personalizado busca optimizar la relación entre la empresa y sus clientes, considerando factores como la lealtad del cliente, el volumen de transacciones y la frecuencia de compra. Al adaptar las comisiones a características específicas, las empresas buscan no solo incentivar mayores volúmenes de venta, sino también fortalecer la conexión emocional con sus clientes.
La implementación de sistemas analíticos avanzados y tecnologías de inteligencia artificial ha facilitado la recopilación y análisis de datos para identificar patrones de comportamiento del cliente. Estos insights permiten a las empresas ajustar sus modelos de comisiones de manera más precisa, ofreciendo incentivos personalizados que se alinean con las expectativas y necesidades individuales de cada cliente.
Esta tendencia hacia la personalización de comisiones representa un paso hacia la evolución de estrategias comerciales más enfocadas en el cliente, donde la adaptabilidad y la comprensión profunda de las preferencias del consumidor desempeñan un papel crucial en el diseño de modelos de remuneración. A medida que estas prácticas continúan desarrollándose, se espera que la personalización de comisiones se convierta en una herramienta clave para potenciar la retención de clientes y la maximización de ingresos en diversos sectores comerciales.